# Strana práce (Nizozemsko)

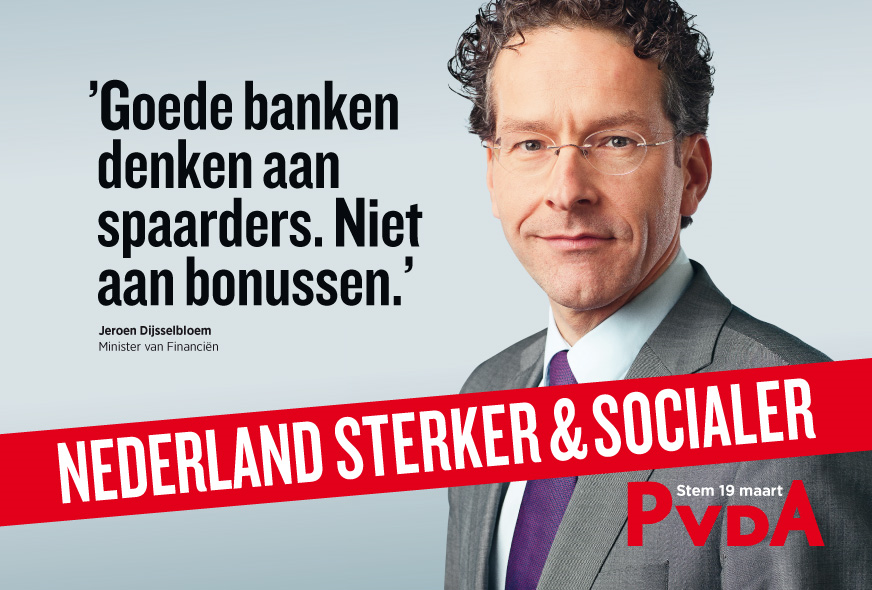
Jeroen Dijsselbloem na volebním plakátu PvdA (2014)

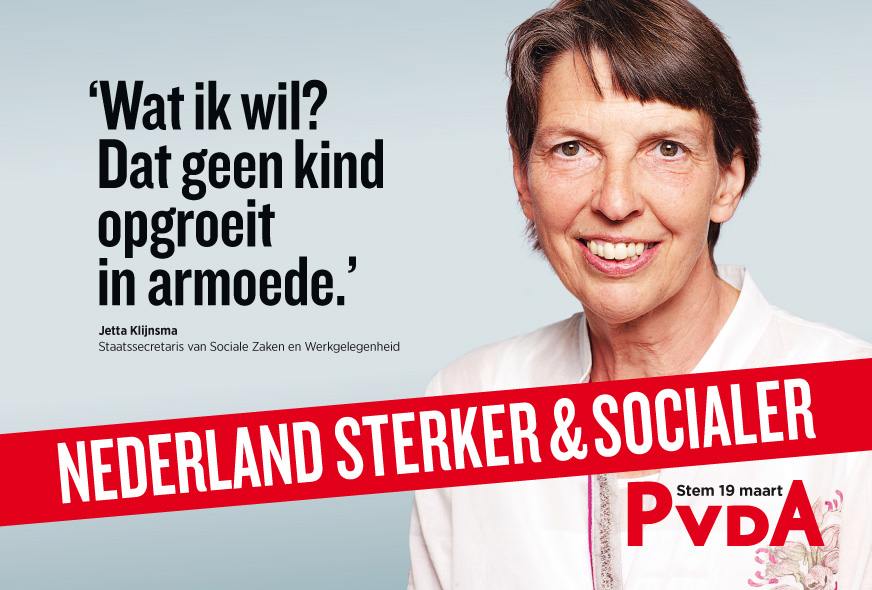
Jetta Klijnsma (* 1957) na volebním plakátu PvdA (2014)

Strana práce (nizozemsky Partij van de Arbeid, zkráceně PvdA) je nizozemská středově-levicová politická strana, která vznikla v roce 1946 sloučením tří subjektů Sociálně demokratické dělnické strany (SDAP) a malých levicově-liberální Volnomyšlenkářké demokratické ligy (VDB) a sociálně-protestantsky orientované Křesťansko-demokratické unie (CDU). Připojili se k ní také jednotlivci z katolického hnutí odporu Christofoor, které existovalo během druhé světové války, stejně jako členové Křesťanské historické unie (CHU) a Antirevoluční strany (ARP).
Od parlamentních voleb v roce 2003 je druhou nejsilnější stranou v zemi, po volbách roku 2007 se podílela na vzniku čtvrté koaliční vlády premiéra Jana Petera Balkenendeho.

## Historie
Zrod strany je datován rokem 1946, krátce po druhé světové válce. Během ní se zorganizovala široká platforma dělnického hnutí a náboženských komunit, které společně s představiteli hnutí odporu založili stranu, do které se sloučily tři politické subjekty SDAP, CDU a VDB. Po roce 1967, kdy došlo k oslabení konsociačního modelu, straně prospělo zmenšení náboženské základny ostatních subjektů.
Strana byla členem černých koaličních vlád, které tvořila zejména s Katolickou občanskou stranou (KVP). V roce 1972 po několika obdobích v opozici uspěla a její lídr Joop den Uyl se stal předsedou vlády. V roce 1977 přešla do opozice, kde setrvala až na krátkou výjimku (1981), až do roku 1989, kdy zformovala koaliční vládu s Křesťanskodemokratickou výzvou (CDA). Ani její přítomnost ve vládě jí nezbavila problémů, a tak preference před květnovými volbami 1994 zaznamenávaly pokles . V roce 1993 její vůdce Felix Rottenberg požadoval, aby se poslanci vzdali své příští kandidatury a uvolnili tak místo neznámým členům. Krize vrcholila v červnu 1993, kdy odstoupila z funkce státní sekretářky ministra zaměstnanosti a sociálního zabezpečení Elsketer Veldová, která byla navázána na neoblíbené sociální reformy. Ve volbách 1994 získala strana 37 poslaneckých mandátů (o 12 méně než v roce 1989), přesto prognózy byly pesimističtější. Šéf Wim Kok se stal premiérem nové tzv. sociálně-liberální koaliční vlády. Dobrého výsledku strana dosáhla i ve volbách roku 1998, kdy opět vytvořila kabinet se svým partnerem Lidovou stranou pro svobodu a demokracii VVD.
V období 2002-2007 hrála opoziční roli a do vlády se vrátila roku 2007, kdy její předák Wouter Bos získal post vicepremiéra. V kabinetu má šest ministrů a šest státních sekretářů. V současnosti se jedná o nejlépe organizovanou stranu s pokrytím celého území státu.

## Politická reprezentace
Legenda

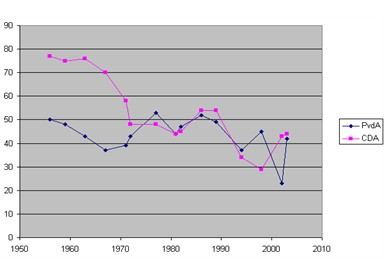
Graf ukazující vývoj počtu mandátů v čase v Senátu u dvou velkých stran CDA a PvdA.

- Rok – rok, ve wikifikovaném roku (modrý) se konaly volby
- SR – počet zvolených poslanců do Sněmovny reprezentantů (dolní komory)
- S – počet zvolených senátorů do Senátu (horní komory)
- EP – počet zvolených poslanců do Evropského parlamentu
- PS – počet zvolených poslanců do Provinčních stavů
- Šéf p. klubu – předseda poslaneckého klubu strany, má silné postavení díky nizozemskému politickému systému
- Volební lídr – vedoucí představitel strany na kandidátce při parlamentních volbách, po volbách dle výsledku se může stát premiérem, pministrem, předsedou poslaneckého klubu
- Vláda – ukazuje účast strany ve vládní koalici, pokud se jí účastnila, pak je zde jméno hlavního ministra za stranu (PM, premiér - osoba je/byla předsedou vlády), nebo strana byla v opozici (v opozici)
- Členstvo – počet členů strany CHU
- Šéf strany – předseda strany CHU

| Rok  | SR | S  | EP | PS      | Šéf p. klubu                         | Volební lídr | Vláda                          | Šéf strany                   | Členů  |
| ---- | -- | -- | -- | ------- | ------------------------------------ | --- | ------------------------------ | ---------------------------- | ------ |
| 1946 | 29 | 14 | —  | 157     | Marinus van der Goes van Naters      | větší počet Willem Drees, Jaap Burger, Marinus van der Goes van Naters, Dolf Joekes, Piet Lieftinck, Sicco Mansholt, Willem Schermerhorn, Koos Vorrink a Hein Vos | Willem Schermerhorn (PM)       | Koos Vorrink                 | 114558 |
| 1947 | 29 | 14 | —  | 157     | Marinus van der Goes van Naters      | volby se nekonaly | Willem Schermerhorn (PM)       | Koos Vorrink                 | 108813 |
| 1948 | 27 | 14 | —  | 157     | Marinus van der Goes van Naters      | větší počet Willem Drees, Marinus van der Goes van Naters, Dolf Joekes, Piet Lieftinck, Sicco Mansholt, Willem Schermerhorn, Koos Vorrink a Hein Vos              | Willem Drees (PM)              | Koos Vorrink                 | 117244 |
| 1949 | 27 | 14 | —  | 157     | Marinus van der Goes van Naters      | volby se nekonaly | Willem Drees (PM)              | Koos Vorrink                 | 109608 |
| 1950 | 27 | 14 | —  | 156     | Marinus van der Goes van Naters      | volby se nekonaly | Willem Drees (PM)              | Koos Vorrink                 | 105609 |
| 1951 | 27 | 14 | —  | 156     | Leendert Donker                      | volby se nekonaly | Willem Drees (PM)              | Koos Vorrink                 | 111885 |
| 1952 | 30 | 14 | —  | 156     | Jaap Burger                          | Willem Drees | Willem Drees (PM)              | Koos Vorrink                 | 111351 |
| 1953 | 30 | 14 | —  | 156     | Jaap Burger                          | volby se nekonaly | Willem Drees (PM)              | Hein Vos (prozatímní)        | 112823 |
| 1954 | 30 | 14 | —  | 180     | Jaap Burger                          | volby se nekonaly | Willem Drees (PM)              | Hein Vos (prozatímní)        | 119561 |
| 1955 | 30 | 14 | —  | 180     | Jaap Burger                          | volby se nekonaly | Willem Drees (PM)              | Evert Vermeer                | 124641 |
| 1956 | 34 | 22 | —  | 180     | Jaap Burger                          | Willem Drees | Willem Drees (PM)              | Evert Vermeer                | 142140 |
| 1957 | 34 | 22 | —  | 180     | Jaap Burger                          | volby se nekonaly | Willem Drees (PM)              | Evert Vermeer                | 142849 |
| 1958 | 34 | 22 | —  | 178     | Jaap Burger                          | volby se nekonaly | Willem Drees (PM)              | Evert Vermeer                | 137778 |
| 1959 | 48 | 22 | —  | 178     | Jaap Burger                          | větší počet Jaap Burger, H.J. Hofstra, Ivo Samkalden, Ko Suurhoff, Anne Vondeling a Joan Willems                                                                  | v opozici                      | Evert Vermeer                | 147047 |
| 1960 | 48 | 23 | —  | 178     | Jaap Burger                          | volby se nekonaly | v opozici                      | Hein Vos (interim)           | 142853 |
| 1961 | 48 | 23 | —  | 178     | Jaap Burger                          | volby se nekonaly | v opozici                      | Ko Suurhoff                  | 138829 |
| 1962 | 48 | 23 | —  | 207     | Jaap Burger                          | volby se nekonaly | v opozici                      | Ko Suurhoff                  | 139375 |
| 1963 | 43 | 25 | —  | 207     | Anne Vondeling                       | větší počet Ko Suurhoff, Anne Vondeling a Joan Willems | v opozici                      | Ko Suurhoff                  | 138567 |
| 1964 | 43 | 25 | —  | 207     | Anne Vondeling                       | volby se nekonaly | v opozici                      | Ko Suurhoff                  | 142426 |
| 1965 | 43 | 25 | —  | 207     | Gerard Nederhorst                    | volby se nekonaly | Anne Vondeling (vicepremiérka) | Sjeng Tans                   | 140389 |
| 1966 | 43 | 22 | —  | 170     | Gerard Nederhorst                    | volby se nekonaly | v opozici                      | Sjeng Tans                   | 134476 |
| 1967 | 37 | 22 | —  | 170     | Joop den Uyl                         | Joop den Uyl | v opozici                      | Sjeng Tans                   | 130960 |
| 1968 | 37 | 22 | —  | 170     | Joop den Uyl                         | volby se nekonaly | v opozici                      | Sjeng Tans                   | 116736 |
| 1969 | 37 | 20 | —  | 170     | Joop den Uyl                         | volby se nekonaly | v opozici                      | Anne Vondeling               | 107005 |
| 1970 | 37 | 20 | —  | 172+711 | Joop den Uyl                         | volby se nekonaly | v opozici                      | Anne Vondeling               | 98671  |
| 1971 | 39 | 18 | —  | 172+711 | Joop den Uyl                         | Joop den Uyl | v opozici                      | André van der Louw           | 96337  |
| 1972 | 43 | 18 | —  | 172+711 | Joop den Uyl                         | Joop den Uyl | v opozici                      | André van der Louw           | 94229  |
| 1973 | 43 | 18 | —  | 172+711 | Ed van Thijn                         | volby se nekonaly | Joop den Uyl (PM)              | André van der Louw           | 97787  |
| 1974 | 43 | 21 | —  | 217+181 | Ed van Thijn                         | volby se nekonaly | Joop den Uyl (PM)              | Ien van den Heuvel-de Blank  | 103140 |
| 1975 | 43 | 21 | —  | 217+181 | Ed van Thijn                         | volby se nekonaly | Joop den Uyl (PM)              | Ien van den Heuvel-de Blank  | 100524 |
| 1976 | 43 | 21 | —  | 217+181 | Ed van Thijn                         | volby se nekonaly | Joop den Uyl (PM)              | Ien van den Heuvel-de Blank  | 95548  |
| 1977 | 53 | 25 | —  | 217+181 | Ed van Thijn                         | Joop den Uyl | v opozici                      | Ien van den Heuvel-de Blank  | 109659 |
| 1978 | 53 | 25 | —  | 254+161 | Joop den Uyl                         | volby se nekonaly | v opozici                      | Ien van den Heuvel-de Blank  | 121274 |
| 1979 | 53 | 25 | 9  | 254+161 | Joop den Uyl                         | volby se nekonaly | v opozici                      | Max van den Berg             | 118522 |
| 1980 | 53 | 26 | 9  | 254+161 | Joop den Uyl                         | volby se nekonaly | v opozici                      | Max van den Berg             | 112929 |
| 1981 | 44 | 28 | 9  | 254+161 | Wim Meijer                           | Joop den Uyl | Joop den Uyl (VPM)             | Max van den Berg             | 109557 |
| 1982 | 47 | 28 | 9  | 177+111 | Joop den Uyl                         | Joop den Uyl | Opposition                     | Max van den Berg             | 105486 |
| 1983 | 47 | 27 | 9  | 177+111 | Joop den Uyl                         | volby se nekonaly | v opozici                      | Max van den Berg             | 101724 |
| 1984 | 47 | 27 | 9  | 177+111 | Joop den Uyl                         | volby se nekonaly | v opozici                      | Max van den Berg             | 99347  |
| 1985 | 47 | 27 | 9  | 177+111 | Joop den Uyl                         | volby se nekonaly | v opozici                      | Max van den Berg             | 100979 |
| 1986 | 52 | 27 | 9  | 177     | Wim Kok                              | Joop den Uyl | v opozici                      | Stan Poppe (prozatímní)      | 103760 |
| 1987 | 52 | 26 | 9  | 262     | Wim Kok                              | volby se nekonaly | v opozici                      | Marjanne Sint                | 101019 |
| 1988 | 52 | 26 | 9  | 262     | Wim Kok                              | volby se nekonaly | v opozici                      | Marjanne Sint                | 96722  |
| 1989 | 49 | 26 | 8  | 262     | Thijs Wöltgens                       | Wim Kok | Wim Kok (VPM)                  | Marjanne Sint                | 96600  |
| 1990 | 49 | 26 | 8  | 262     | Thijs Wöltgens                       | volby se nekonaly | Wim Kok (VPM)                  | Marjanne Sint                | 91784  |
| 1991 | 49 | 16 | 8  | 166     | Thijs Wöltgens                       | volby se nekonaly | Wim Kok (VPM)                  | Frits Castricum (prozatímní) | 79059  |
| 1992 | 49 | 16 | 8  | 166     | Thijs Wöltgens                       | volby se nekonaly | Wim Kok (VPM)                  | Felix Rottenberg             | 73807  |
| 1993 | 49 | 16 | 8  | 166     | Thijs Wöltgens                       | volby se nekonaly | Wim Kok (VPM)                  | Felix Rottenberg             | 69464  |
| 1994 | 37 | 16 | 8  | 166     | Jacques Wallage                      | Wim Kok | Wim Kok (PM)                   | Felix Rottenberg             | 68053  |
| 1995 | 37 | 14 | 8  | 142     | Jacques Wallage                      | volby se nekonaly | Wim Kok (PM)                   | Felix Rottenberg             | 64523  |
| 1996 | 37 | 14 | 8  | 142     | Jacques Wallage                      | volby se nekonaly | Wim Kok (PM)                   | Ruud Vreeman (prozatímní)    | 60907  |
| 1997 | 37 | 14 | 8  | 142     | Jacques Wallage                      | volby se nekonaly | Wim Kok (PM)                   | Karin Adelmund               | 61720  |
| 1998 | 45 | 14 | 8  | 142     | Ad Melkert                           | Wim Kok | Wim Kok (PM)                   | Ruud Vreeman (prozatímní)    | 61600  |
| 1999 | 45 | 15 | 6  | 154     | Ad Melkert                           | volby se nekonaly | Wim Kok (PM)                   | Marijke van Hees             | 60621  |
| 2000 | 45 | 15 | 6  | 154     | Ad Melkert                           | volby se nekonaly | Wim Kok (PM)                   | Mariëtte Hamer (prozatímní)  | 57374  |
| 2001 | 45 | 15 | 6  | 154     | Ad Melkert                           | volby se nekonaly | Wim Kok (PM)                   | Ruud Koole                   | 58426  |
| 2002 | 23 | 15 | 6  | 154     | Jeltje van Nieuwenhoven (prozatímní) | Ad Melkert | v opozici                      | Ruud Koole                   | 57374  |
| 2003 | 42 | 19 | 6  | 197     | Wouter Bos                           | Wouter Bos | v opozici                      | Ruud Koole                   | 60062  |
| 2004 | 42 | 19 | 7  | 197     | Wouter Bos                           | volby se nekonaly | v opozici                      | Ruud Koole                   | 61935  |
| 2005 | 42 | 19 | 7  | 197     | Wouter Bos                           | volby se nekonaly | v opozici                      | Michiel van Hulten           | 61111  |
| 2006 | 33 | 19 | 7  | 197     | Wouter Bos                           | volby se nekonaly | v opozici                      | Michiel van Hulten           | 61913  |
| 2007 | 33 | 14 | 7  | 114     | Jacques Tichelaar                    | Wouter Bos | Wouter Bos (VPM)               | Lilianne Ploumen             | 62846  |
| 2009 | 33 | 14 | 3  |         | Mariëtte Hamer                       | |                                |                              | 56507  |
| 2010 | 30 | 14 | 3  |         | Job Cohen                            | |                                |                              | 54504  |
| 2011 | 30 | 14 | 3  |         | Job Cohen                            | |                                |                              | 55723  |
| 2012 | 38 | 14 | 3  |         | Diederik Samsom                      | |                                |                              | 54279  |
| 2014 | 38 | 14 | 3  |         | Diederik Samsom                      | |                                |                              | 52317  |
| 2015 | 38 | 8  | 3  |         | Diederik Samsom                      | |                                |                              | 49155  |
| 2017 | 9  | 8  | 3  |         | Lodewijk Asscher                     | |                                |                              | 46162  |

- 1: Spojení PvdA/PPR skupiny (odhad).